# لساناوية المزمار
اللساناوية المزمار (الاسم العلمي: Salpiglossideae) هي قبيلة من النباتات تتبع فصيلة الباذنجانية من الرتبة الباذنجانيات.

## أجناس
- لسان المزمار (الاسم العلمي: Salpiglossis)
- البرواليا (الاسم العلمي: Browallia)